# 公式
在科學中，公式（formula）是一種把資訊準確地以符号表達的方法；在邏輯上，是指用一串符號代表述詞、項、連接詞和量詞，且顯示其結果為真或假。最常使用的公式是數學公式和化學式。
在數學中，廣義上的公式是指在特定的形式文法下，把數學符號組合而成之結果。
在現代化學中，一個化學式中會有元素符號、數字，可能還有別的符號如圓括號、方括號和正負符號等，用以表示在化合物中各種原子所佔之比例，以及一些性質。例如H2O 即為水的化學式，表明每個水分子包含兩個氫原子和一個氧原子。類似地，O−
3 是指包含三個氧原子並帶有一個負電荷的臭氧分子。
此外，在汉语中，公式亦有“能普遍应用于同类事物的方式方法”的意思；公式化有套用某种固定格式、刻板地根据某种固定方式处理问题的意思。